# إيدوتريوتيد
إيدوتريوتيد هو اسم دولي غير مسجل الملكية لمكون فعال يستخدم عند ارتباطه مع النويدات المشعّة من أجل علاج وتشخيص أنواع محددة من السرطانات. فعلى سبيل المثال، في سنة 2011 دخل الإيدوتريوتيد المرتبط مع نظير الإتريوم-90 في المرحلة الأولى من مراحل التجارب السريرية لعلاج أنواع من السرطان، منها ورم الخلايا البدائية العصبية والأورام الدماغية وسرطان الجهاز الهضمي.